# Бриківська сільська рада (Шумський район)
Бри́ківська сільська́ ра́да — адміністративно-територіальна одиниця та орган місцевого самоврядування в Шумському районі Тернопільської області. Адміністративний центр — село Бриків.

## Загальні відомості
- Територія ради: 30,289 км²
- Населення ради: 1 100 осіб (станом на 2001 рік)
- Територією ради протікає річка Кума

## Населені пункти
Сільській раді були підпорядковані населені пункти:
- с. Бриків
- с. Коновиця

## Склад ради
Рада складалася з 16 депутатів та голови.
- Голова ради: Щур Мирослав Ігорович
- Секретар ради: Стаднік Валентина Федотівна

### Керівний склад попередніх скликань
| Прізвище, ім'я, по батькові | Основні відомості                                                                     | Дата обрання | Дата звільнення |
| --------------------------- | ------------------------------------------------------------------------------------- | ------------ | --------------- |
| Щур Мирослав Ігорович       | Сільський голова, 1966 року народження, освіта вища, член Української Народної Партії | 26.03.2006   | 31.10.2010      |
| Щур Мирослав Ігорович       | Сільський голова, 1966 року народження, освіта вища, безпартійний                     | 31.10.2010   |                 |

Примітка: таблиця складена за даними сайту Верховної Ради України

### Депутати
За результатами місцевих виборів 2010 року депутатами ради стали:

#### За суб'єктами висування
| Суб'єкт висування          | Кількість обраних депутатів | %    |
| -------------------------- | --------------------------- | ---- |
| Громадянська партія «Пора» | 9                           | 56,3 |
| Самовисування              | 4                           | 25   |
| Українська Народна Партія  | 2                           | 12,5 |
| Народна партія             | 1                           | 6,3  |

#### За округами
| № округу                   | Прізвище, ім'я, по батькові   | Дата визнання обраним | Освіта  | Партійна приналежність                       | Відомості про обраного депутата                                |
| -------------------------- | ----------------------------- | --------------------- | ------- | -------------------------------------------- | -------------------------------------------------------------- |
| Громадянська партія «ПОРА» |                               |                       |         |                                              |                                                                |
| 1                          | Дахнюк Віталій Вікторович     | 04.11.2010            | вища    | позапартійний                                | тимчасово не працює                                            |
| 3                          | Левчук Світлана Володимирівна | 04.11.2010            | вища    | позапартійна                                 | Платінум Банк, експерт                                         |
| 5                          | Мартинюк Марія Василівна      | 04.11.2010            | вища    | позапартійна                                 | тимчасово не працює                                            |
| 8                          | Кушнірук Дмитро Дмитрович     | 04.11.2010            | середня | позапартійний                                | Шумський хлібзавод, пекар                                      |
| 11                         | Кучерук Лариса Василівна      | 04.11.2010            | вища    | позапартійна                                 | Шумське управління праці та соц. захисту населення, спеціаліст |
| 13                         | Хвесюк Ольга Василівна        | 04.11.2010            | вища    | позапартійна                                 | Шумське управління праці та соц. захисту населення, спеціаліст |
| 14                         | Мовчан Наталія Володимирівна  | 04.11.2010            | вища    | позапартійна                                 | Шумська ЦРЛ, реєстратор ренгент кабінету                       |
| 15                         | Мельничук Олексій Васильович  | 04.11.2010            | середня | позапартійний                                | тимчасово не працює                                            |
| 16                         | Боднійчук Лариса Іванівна     | 04.11.2010            | вища    | позапартійна                                 | тимчасово не працює                                            |
| Народна Партія             |                               |                       |         |                                              |                                                                |
| 7                          | Ніколюк Зоя Михайлівна        | 04.11.2010            | середня | позапартійна                                 | тимчасово не працює                                            |
| Українська Народна Партія  |                               |                       |         |                                              |                                                                |
| 2                          | Золотун Ігор Володимирович    | 04.11.2010            | вища    | позапартійний                                | Управління Держкомзему у Шумському районі, інспектор           |
| 9                          | Походалов Андрій Георгійович  | 04.11.2010            | вища    | позапартійний                                | тимчасово не працює                                            |
| Самовисування              |                               |                       |         |                                              |                                                                |
| 4                          | Мельник Володимир Васильович  | 04.11.2010            | вища    | позапартійний                                | Бриківський НВК, вчитель                                       |
| 6                          | Данчишак Сергій Анатолійович  | 04.11.2010            | вища    | позапартійний                                | тимчасово не працює                                            |
| 10                         | Мамчур Андрій Юрійович        | 04.11.2010            | вища    | позапартійний                                | тимчасово не працює                                            |
| 12                         | Стаднік Валентина Федотівна   | 04.11.2010            | вища    | член Політичної партії «Народна Самооборона» | Бриківська сільська рада, секретар                             |